# 린 (1981년)
린(Lyn, 본명: 이세진, 1981년 11월 9일~)은 대한민국의 가수이다.

## 학력
- 인창고등학교
- 경희대학교 포스트모던음악학과

## 방송

### TV
- 2015년 MBC 《미스터리 음악쇼 복면가왕》 - 소녀감성 우체통 <참가자>
- 2016년 12월 4일 JTBC 《김제동의 톡투유 - 걱정 말아요! 그대》 83회
- 2018년 JTBC 《히든싱어 5》
- 2018년 MBC 《미스터리 음악쇼 복면가왕》 - 요즘엔 내가 대세! 열대새 <참가자>
- 2020년 TV조선 《신청곡을 불러드립니다 - 사랑의 콜센타》 - 게스트
  - 5월 28일 9회 깜짝손님
  - 7월 30일 ~ 8월 6일 18회~19회 여신6팀
- 2021년 KBS1 <가요무대 - 섬마을 선생님>
- 2022년 4월 12일 MBC every1 《떡볶이집 그 오빠》17회
- 2023년 11월 28일 ~ 2024년 2월 13일 MBN 《현역가왕》
- 2024년 4월 6일 JTBC 《아는형님》 428회
- 2024년 11월 26일 《현역가왕2》
- 2024년 11월 27일 KBS2 《2TV생생정보》
- 2024년 KBS 1TV 12월 20일 《6시 내고향》(임시패널) (섬섬옥수	언제나 따뜻한 섬, 교동도 (인천 강화군)) (8184회)[1]

### 라디오
- 2024년 12월 10일 MBC 《손태진의 트로트 라디오》

## 음반 목록

### 정규 음반
1. Have You Ever Had Heart Broken? (2002)
타이틀 곡인 '사랑에 아파본 적 있나요?'의 뮤직비디오에는 유승호가 출연했다. 뮤직비디오의 경우 소설 <소나기>의 내용을 현대 버전으로 다루었다.
2. Can U See The Bright... (2004)
3. One And Only Feeling (2005)
4. The Pride Of The Morning (2007)
5. Let Go, Let In, It`S A New Day (2009)
6. 6-1) 6½ New Celebration (2009) / 6-2) 6th Part 2 'Candy Train' (2010)
7. 7-1) Metro Sexy 7. (2011) / 7-2) LoveFiction (2012)
8. Le Grand Bleu (2014)
9. 9X9th (2015)
10. #10 (2018)

### 싱글
1. 동화(冬話) (2006)
2. 매력쟁이 (2008)
3. New Celebration (2009)
4. A-Live Vol. 15 린의 다락방 'Lovelyn' (2010)
5. Winter's Melody (2010)
6. 김형석 With 린 (LYn) (2011)
7. 비를 내려줘요 (2012)
8. 8th #1 유리 심장 (2013)
9. 8th #2 '이 노래 좋아요' (2013)
10. 나 하나만 남겨줘요 (2015)
11. 그대만의 것 (2016)
12. 엄마의 꿈 (2018)
13. 정말 헤어지는 거야 (2019)

### OST
1. 영화 〈내사랑 싸가지〉 OST (2004) - 운명 (Remake)
2. 드라마 (HomeCGV) 〈101번째 프러포즈 (한·중·일 합작드라마)〉 OST (2005) - 나의 이별은 이렇게 시작되고
3. 드라마 (SBS) 〈불량가족〉 OST (2006) - 처음사람
4. 드라마 (SBS) 〈사랑해〉 OST (2008) - 아나요
5. 영화 〈트라이앵글 (韓日특집극 Telecinema)〉 OST (2009) - 어제
6. 드라마 (SBS) 〈내 여자친구는 구미호〉 OST (2010) - 둘이 하나 (Love Theme)
7. 드라마 (MBC) 〈즐거운 나의 집〉 OST (2010) - 그냥 눈물이 나
8. 드라마 (SBS) 〈보스를 지켜라〉 OST (2011) - 잘 알지도 못하면서
9. 드라마 (MBC) 〈해를 품은 달〉 OST (2012) - 시간을 거슬러
10. 드라마 (SBS) 〈별에서 온 그대〉 OST (2014) - My Destiny
11. 드라마 (SBS) 〈가면〉 (2015) - 단 하루
12. 드라마 (KBS2) 〈오 마이 비너스〉 OST (2016) - 그런 사람 (Duet Ver. / Woman Ver.)
13. 드라마 (KBS2) 〈태양의 후예〉 OST (2016) - With You
14. 드라마 (tvN) 〈디어 마이 프렌즈〉 OST (2016) - 바람에 머문다
15. 드라마 (SBS) 〈푸른 바다의 전설〉 OST (2016) - Love Story
16. 드라마 (SBS) 〈사임당, 빛의 일기〉 OST (2017) - 언제든, 어디라도
17. 드라마 (KBS2) 〈너도 인간이니?〉 OST (2018) - LOVE
18. 드라마 (tvN) 〈구미호뎐〉 OST (2020) - 월아연가

## 수상 내역
| 연도   | 수상 내용 |
| ------ | --- |
| 2004년 | - 《SBS 가요대전》 발라드부문상 |
| 2005년 | - 제12회 《대한민국 연예예술상》 발라드부문가수상 |
| 2012년 | - 제6회 《코리아드라마페스티벌》 베스트OST상 〈시간을 거슬러〉 |
| 2014년 | - 제50회 《백상예술대상》 OST상 〈My Destiny〉 - 제9회 《서울드라마어워즈》 한류드라마 주제가상 〈My Destiny〉 - 제6회 《멜론 뮤직 어워드》 OST 부문 뮤직스타일상 〈My Destiny〉 - 제16회 《Mnet 아시안 뮤직 어워드》베스트 OST상 〈My Destiny〉 |